# Autobianchi Bianchina
L'Autobianchi Bianchina est une petite voiture urbaine fabriquée par le constructeur italien Autobianchi entre 1957 et 1969.

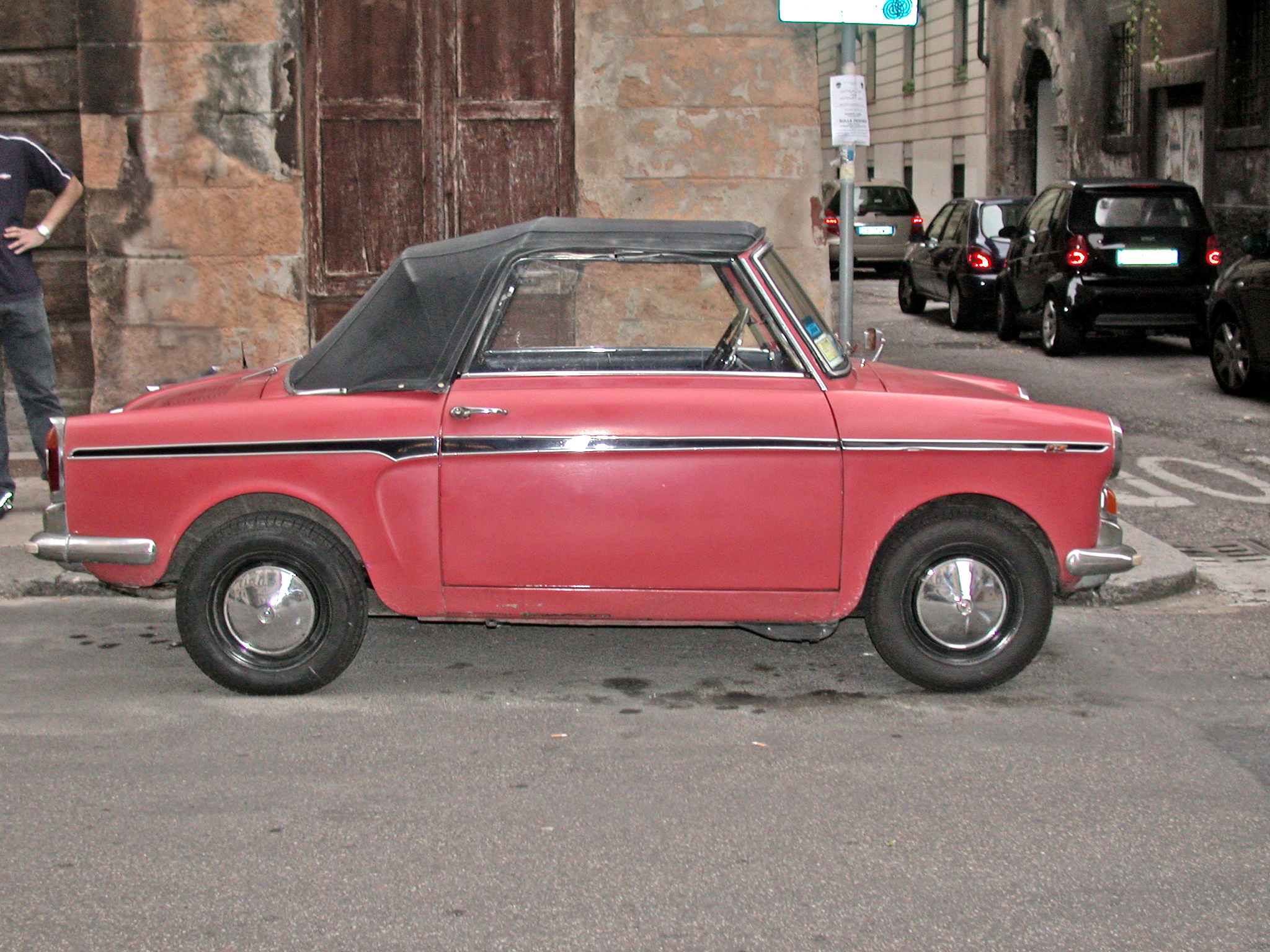
Autobianchi Bianchina Cabriolet Eden Roc

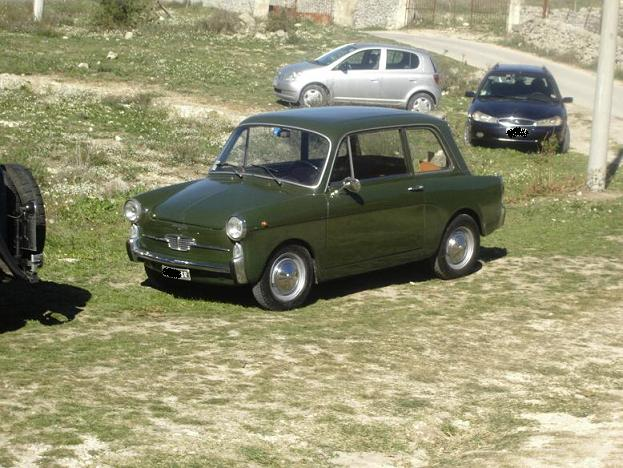
Bianchina Berline

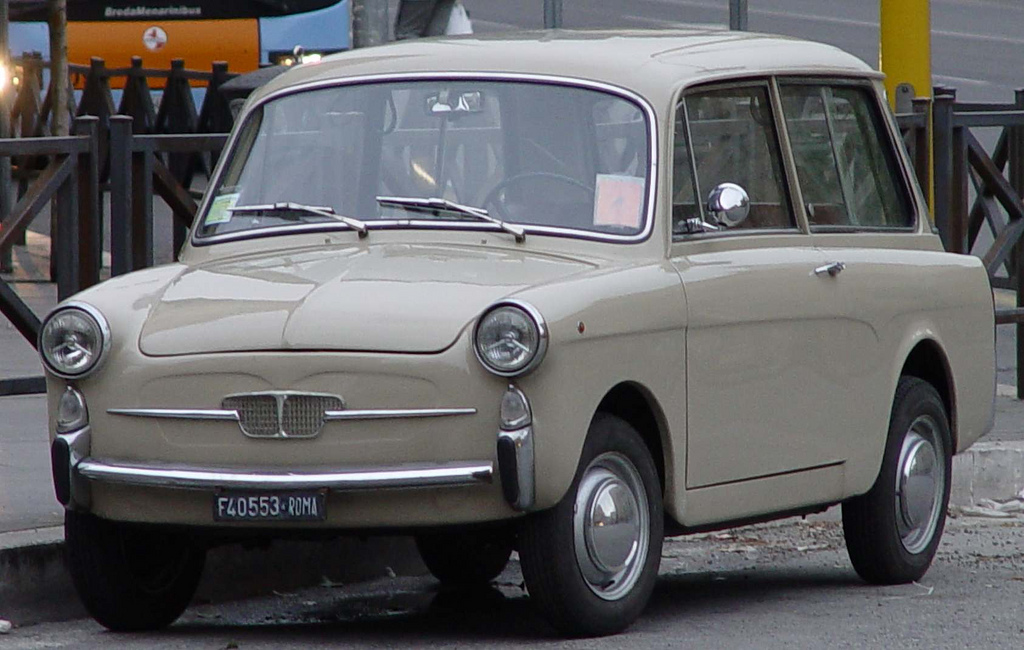
Autobianchi Bianchina Panoramica

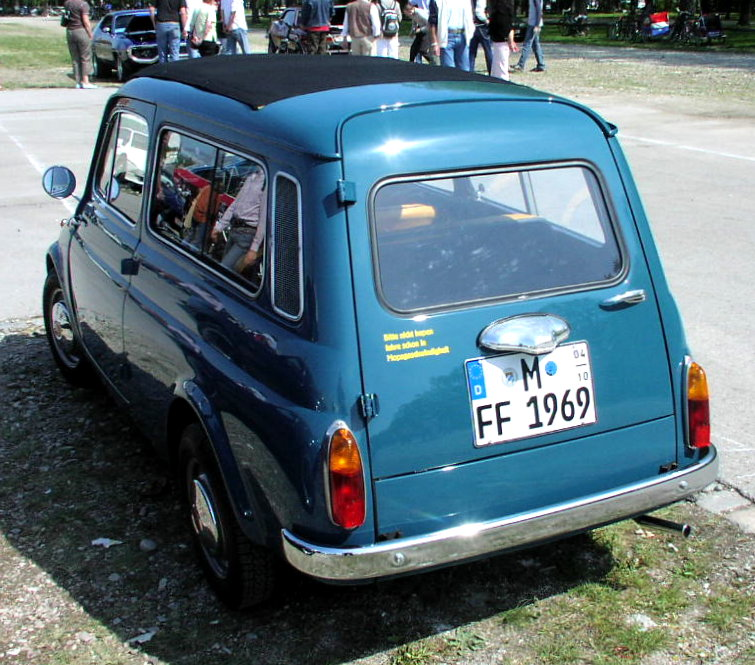
500 Giardiniera

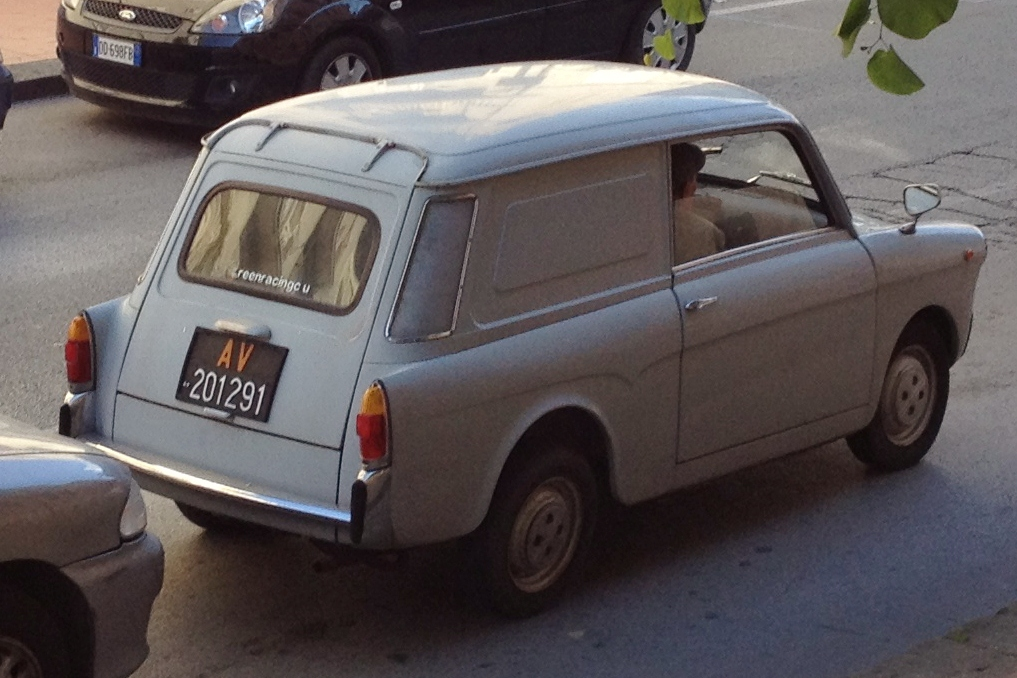
Bianchina Furgoncino normal

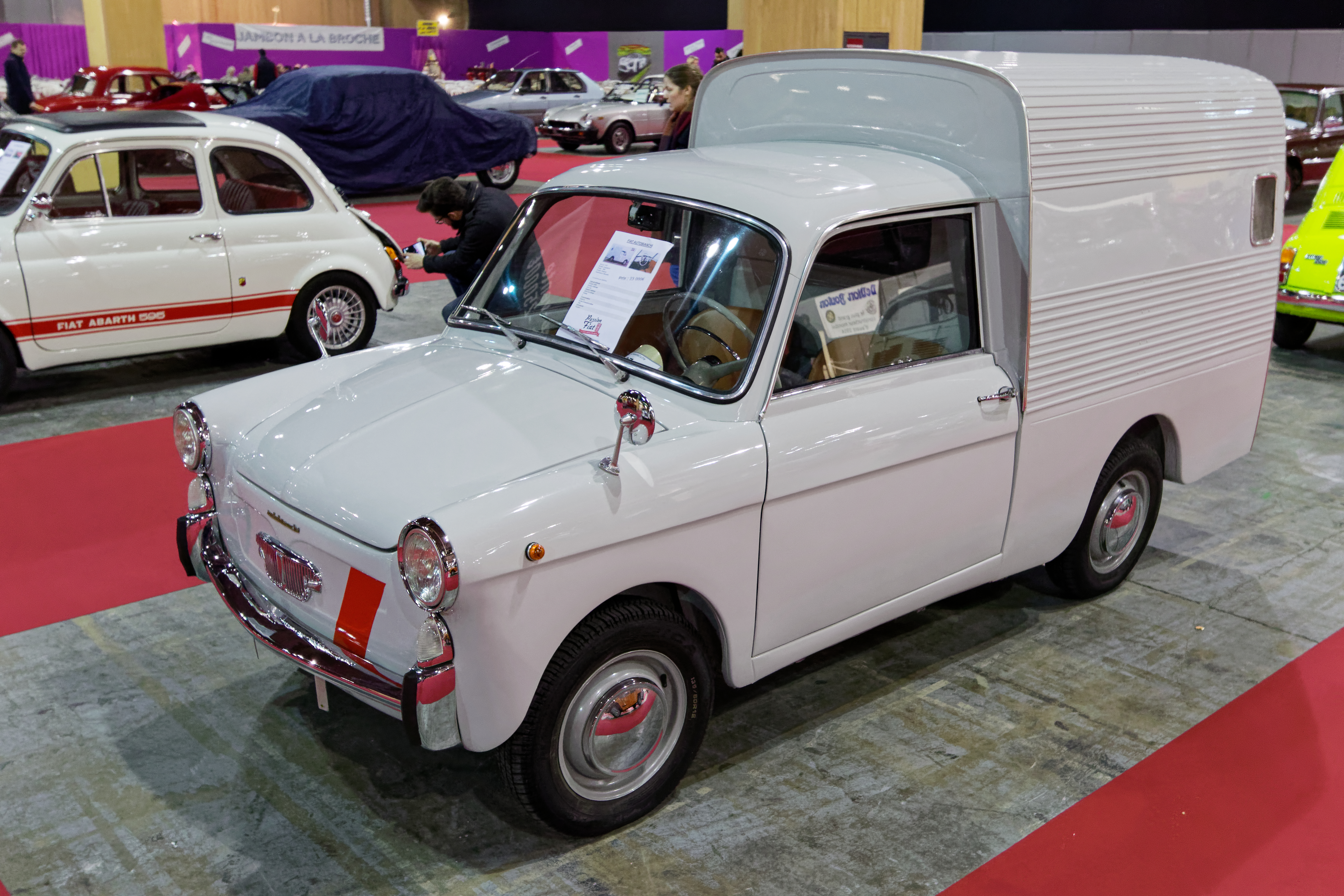
Bianchina Furgoncino toit rehaussé type 264E

## Contexte historique
La société Autobianchi venait d'être créée à partir de l'ancienne société F.I.V. Bianchi, constructeur de deux roues, de voitures mais surtout de camions avant la Seconde Guerre mondiale, grâce à la volonté de messieurs Bianchi, ancien propriétaire de la marque Bianchi, Pirelli, patron du grand constructeur de pneumatiques et câbles Pirelli et Agnelli, patron de Fiat. 
Durant la seconde partie des années 1950, en Italie, l'industrie reprenait péniblement son essor et, comme dans tous les pays d'Europe touchés par la Seconde Guerre mondiale, la reconstruction allait bon train. Fiat, dont la division automobile voyait sa production augmenter de 30 % par an, n'arrivait plus à faire face et cherchait de nouveaux sites de fabrication mais aussi des capitaux. C'est pourquoi on assista à la naissance du nouveau constructeur Autobianchi.

## Histoire
Sa première fabrication, la Bianchina, voit le jour pour satisfaire une demande purement féminine de la haute société italienne qui voulait une voiture de petite taille, facile à conduire et qui ne soit pas celle de monsieur tout le monde, soit la Fiat 500.
C'est pourquoi, dans un souci de rentabilité économique, Fiat proposa d'utiliser la base de sa propre Fiat 500, plateforme et mécanique, mais d'en modifier profondément la carrosserie. La voiture se présentait sous la forme d'une mini berline à presque trois volumes, le coffre étant plutôt symbolique. Dotée d'un habitacle capable d'accueillir confortablement quatre adultes, elle proposait un toit ouvrant en toile et fut déclinée en plusieurs versions : Berline, Trasformabile, Panoramica (qui sera ensuite baptisée Giardiniera), et Furgone pour la version break. 
Présentée le 16 septembre 1957 au Musée National des Sciences et de la Technique Leonardo da Vinci de Milan, soit à peine 2 mois après la Fiat 500, la petite Bianchina apparait dans sa version baptisée « Trasformabile » ou "Panoramica" sur les autres marchés européens, dotée de deux portes et d'un petit capot arrière proéminent donnant accès au moteur, quelques chromes et une capote en toile qui découvrait entièrement le toit. Reposant sur la base mécanique de la Fiat 500 de 479 cm3 et 15 ch, elle en adoptait le moteur et la boîte de vitesses.
Au vu des excellents résultats des ventes des six premiers mois, Fiat fait profiter de l'évolution mécanique de sa 500 en la dotant d'un moteur plus puissant, passant à 17 ch. En 1960, il sera décidé d'élargir la gamme avec les versions Cabriolet et Panoramica.
La "Trasformabile" disposait d'une large capote de toile et était équipée du nouveau moteur de la Fiat 500D porté à 499 cm3 développant 21 ch.
En 1960, alors que tout le monde attendait la version berline, c'est le cabriolet "Eden Roc" qui est lancé. Trois mois plus tard, ce sera le tour du break "Belvedere" à toit ouvrant, comme sur la Fiat 500 Giardiniera, avec un empattement rallongé de 10 cm et son moteur à plat à l'arrière, offrant un volume de charge de 800 litres.
En 1962, la Trasformabile sera remplacée par la Berline quatre places, avec une carrosserie complète, sans toit ouvrant avec capote de toile. Elle reprenait la même base que la Trasformabile, moteur et châssis.
En 1965, toute la gamme bénéficiera d'un léger restyling qui augmentera le niveau qualitatif et les finitions, mais sans toucher à la partie mécanique. 
La version Panoramica sera remplacée par la Giardiniera, identique à la Fiat 500 Giardiniera qui a d'ailleurs toujours été fabriquée par Autobianchi dans son usine de Desio près de Milan.
En 1970, la gamme Bianchina sera retirée de la production pour augmenter la production de la Fiat 500 Giardiniera, mais également en vue du lancement de la révolutionnaire A112.

## Caractéristiques techniques de la Berline
- Période de fabrication : 1957 - 1969
- Production : 264 500 exemplaires
- Versions : 
  - Trasformable présérie : 1957
  - Trasformable 1re série A/B, 2e et 3e série : 1957 - 1962
  - Trasformable Special : 1959 - 1962
  - Trasformable version exportation
  - Cabriolet : 1960 - 1968
  - Panoramica (giardinetta) : 1960 - 1969
  - Berline 4 places normale : 1962 - 1969
  - Berline 4 places special : 1962 - 1969
  - Fourgonnette
- motorisation : Fiat 500 de 15 ch et Fiat Nuova 500 de 21 ch pour les versions Special
- carrosserie : originale Autobianchi - Ing. Luigi Rapi (division carrosseries spéciales Fiat)

- Moteurs : 
  - 479 cm3 - 21 ch à 6 200 tr/min
  - 479 cm3 - 25 ch pour les Spécial et l’Eden Roc
  - 499 cm3 - 22 ch à partir de 1960
- Suspensions : à roues indépendantes à l’avant et l’arrière
- Boîte de vitesses : 4 vitesses + marche arrière
- Poids à vide : 
  - Trasformabile : 500 kg
  - Lutèce : 530 kg
  - Eden Roc : 515 kg
  - Panoramica : 585 kg

## La gamme Bianchina
- Trasformabile : même si sa véritable appellation fut "Berline 110 B", on retiendra seulement le nom de "berline convertible" ou  "Trasformabile". C'est la première version présentée en 1957 et qui restera l'unique version au catalogue jusqu'en 1960. Elle disposait d'un empattement long par rapport aux versions qui suivront. Elle sera fabriquée jusqu'en 1962.
  - Une première pré-série fut produite en 50 exemplaires entre les mois de juillet et septembre 1957, destinée aux essais et mises au point du modèle, aux concessionnaires et aux expositions dans les Salons de Turin et Paris de la même année. Elle dispose du moteur de la Fiat 500 de 13 Ch. La carrosserie reçoit une peinture bi-colore avec 8 coloris au choix.
  - La première série version A de 1957 : à partir du mois de novembre 1957, la production en série commence réellement. Le modèle reçoit une nouvelle version du moteur de la Fiat 500 de 15 Ch. Les déflecteurs sur les portières sont supprimés. Une banquette fait son apparition pour accueillir deux passagers à l'arrière. Le nombre de couleurs de la carrosserie passent de 8 à 9 et la finition des sièges est au choix, soit en tissu soit en skaï. Cette version sera produite jusqu'en 1958.
  - La première série version B de 1958 : La principale modification réside dans l'augmentation de puissance du moteur Fiat qui passe à 16,5 Ch. Le choix des peintures de la carrosserie est complété par une palette de teintes monocouleurs. Le système de ventilation et de chauffage de l'habitacle est revu.
  - La seconde série C de 1959 : Le logo placé sur la calandre abandonne le schéma classique avec un B au centre d'un V renversé pour le nom complet Autobianchi. Le plancher n'est plus plat comme sur la première série mais incurvé pour améliorer le confort des passagers arrière. cette version restera en production jusqu'en 1961.
  - La version Special de 1959 : cette version était destinée aux automobilistes qui voulaient une puissance plus importante. Elle reçoit le nouveau moteur de la Fiat 500 type 110.004 porté à 499,5 cm³ développant 21 Ch à 4.200 tr/min et pouvant atteindre les 105 km/h. Son poids a été revu à la baisse par rapport aux autres versions, passant de 510 à 470 kg. L'unique différence extérieure était le sigle "Special" appliqué sur le capot moteur, à l'arrière, sous le sigle Bianchina. Elle restera en production jusqu'au milieu de l'année 1962.
  - Les versions Exportation : à l'époque, chaque pays imposait ses propres normes et règlements, l'Europe n'existait pas ! En France, il était interdit d'avoir des feux de recul, aux États-Unis, les pare-chocs doivent être lisses sans les bananes revêtues de caoutchouc. Dans certains pays, Afrique et Australie, il faut modifier le système de filtration de l'air pour éviter l'encrassement avec le sable. Ces versions sont repérées 140B.
  - La troisième série de 1961 : cette version reçoit le moteur de la Fiat 500 D dont la cylindrée a été portée à 499,5 cm3 et la puissance à 17,5 Ch. Cette version sera produite jusqu'au milieu de l'année 1962.

- Berlina/Lutèce : Étudiée et mise au point par l'ingénieur Luigi Papi, elle porte le code 110 DBA et sera présentée en 1962. Le concept de cette version est à rapprocher des habitudes de l'époque, les années 1960. Une voiture familiale (le break d'aujourd'hui) était considérée comme un outil de travail et pas comme une vraie voiture. C'est pour cela que cette version a vu le jour. Elle ne sera pas très prisée de la clientèle en raison de sa ligne moins harmonieuse. Elle fut surnommée "téléviseur" par les italiens. Utilisant le moteur de la Fiat 500 D de 499,5 cm3 développant 17,5 Ch, elle sera fabriquée jusqu'en 1965.
  - La version Berlina Speciale de 1965 : La petite voiture est équipée du nouveau moteur de la Fiat 500 F dont la cylindrée n'a pas bougé mais sa puissance est passée à 18 ch avec un rapport final de transmission de 8/39 au lieu de 8/41.

- Eden Roc : Le projet de cabriolet remonte à 1957. Étudié et mis au point par l'ingénieur Rapi, c'est certainement la version la plus « frivole » de la gamme. C'est de nos jours une version recherchée et très rare. On ne dénombre que 9 300 exemplaires fabriqués. Le premier prototype a été présenté en 1958. La Direction de la marque était convaincue que ce minuscule cabriolet au nom de code 122 B, le plus petit jamais réalisé au monde, aurait du succès en Italie mais surtout à l'exportation. Présenté au Salon de Genève 1960, l'accueil ne fut pas des plus chaleureux. Cette version à seulement quatre places dont la mécanique était identique à celles des versions Trasformabile et Berline, disposait d'une capote en toile mais aussi d'un hard top rigide livré en série pour l'hiver. Elle sera fabriquée jusqu'en 1969.
  - la seconde série D/1 de 1962 : elle bénéficie de nombreuses modifications de finition intérieure et d'une banquette arrière pour en faire un cabriolet 2+2.
  - la troisième série F de 1965 : avec l'apparition de la Fiat 500 F et de la version Bianchina Berline Special, le petit cabriolet reçoit le nouveau moteur Fiat développant 21 Ch DIN. Quelques retouches esthétiques pour la carrosserie et une révision de l'habillage intérieur en font quasiment un nouveau modèle qui portera le nom de Fiat-Autobianchi. Sa production prendra fin en fin d'année 1968.

- Panoramica : Présentée à peine un mois plus tard que la Fiat 500 Giardiniera, dont elle reprend la base, ce fut la version qui nécessitera le plus d'efforts techniques pour sa mise au point. L'empattement était rallongé de 10 cm, le moteur à plat de nouvelle conception. Cette voiture sera très recherchée car fort utile pour les artisans et représentants de commerce grâce à son hayon arrière et à sa très grande capacité de charge (800 litres). L'élégante version « Panoramica » sera fabriquée jusqu'en 1969. Elle connaîtra une variante décapotable.
  - La seconde série D de 1961 : cette version ne diffèrera que très peu de la précédente. Des déflecteurs sont ajoutés sur les portières.
  - La troisième série de 1965 : comme pour les autres modèles de la gamme, elle reçoit le moteur de la fiat 500 L développant 18 Ch. La version Panoramica sera celle qui aura connu le plus grand succès auprès du public italien. Une version sera également produite en Allemagne par Fiat-NSU.

- Furgoncino : sous cette appellation, Autobianchi a distribué deux modèles de fourgonnettes très différents (toit normal ou rehaussé) : 
  - le Furgoncino Tipo 264 : cette version reprend la ligne de base de la Panoramica, avec le toit normal. Les vitres arrière sont remplacées par une partie tôlée. La finition intérieure comme extérieure est plus simple.
  - le Furgoncino 320/2 tipo 264 E. Cette dernière version ne conservait, avec le reste de la gamme, que la partie avant jusqu'aux portières. La partie arrière rehaussée de 30 cm, était nettement détachée à la manière du Fiat Fiorino de 1974.

## Production
Au total, ce sont 301.300 exemplaires de Bianchina qui ont été fabriqués dans l'usine de Desio près de Milan en Italie. Selon les données publiées par plusieurs sites, on dénombre :
- Trasformabile 1re série : 1957/58 : 10.500 ex,
- Trasformabile 2e série : 1959/60 : 20.000 ex,
- Trasformabile 3e série : 1961/62 : 5.000 ex,
- Cabriolet 1re série : 1960 : 1.050 ex,
- Cabriolet 2e série : 1961/64 : 5.550 ex,
- Cabriolet 3e série : 1965/69 : 2.750 ex,
- Berline D : 1962/64 : 30.500 ex,
- Berline F : 1965/69 : 38.500 ex,
- Panoramica D : 1960/64 : 75.000 ex,
- Panoramica F : 1965/69 : 85.000 ex?
- Furgoncino : aucun chiffre communiqué

## L'Autobianchi 500 Giardiniera
En 1966, un an avant la fin de la fabrication de la version Panoramica, Fiat SpA qui avait pris le contrôle complet du constructeur Autobianchi, transfère la chaîne de production de sa « 500 Giardiniera » de l'usine Fiat Mirafiori de Turin à l'usine Autobianchi de Desio, près de Milan. Elle conserve son appellation Fiat 500 Giardiniera jusqu'au mois de mars 1968, date à laquelle elle change de nom et devient l'Autobianchi 500 Giardiniera. Elle profite de ce changement pour recevoir quelques modifications comme : grilles latérales d'aération, volant et tableau de bord noirs, écusson Autobianchi sur la calandre. Les derniers exemplaires fabriqués ont reçu des vitres arrière ouvrables en compas.
La 500 Giardiniera sera fabriquée dans l'usine Autobianchi de Desio, dans la banlieue de Milan jusqu'en 1977 et, malgré le changement de marque, ne sera ni modifiée ni actualisée. Ce fut la première étape de l'intégration des marques et des transferts de production d'un site vers un nouveau.
161 132 exemplaires ont été fabriqués par l'usine Fiat Mirafiori à Turin de 1960 à 1965/66 et 158 817 exemplaires par l'usine Autobianchi à Desio de 1965/66 à 1977, soit un total de 319 948 exemplaires.
Avec la fin de la production de la berline 500 en 1975, Fiat lance l'étude d'une version Giardiniera dérivée de la nouvelle Fiat 126 mais elle fut abandonnée pour se concentrer sur un nouveau type de voiture qui résumerait la philosophie de la Giardiniera : polyvalence et économie. Au Salon de l'automobile de Genève, en mars 1980, la digne héritière est officiellement présentée au public : la Fiat Panda.

## Les Bianchina fabriquées à l'étranger
Un des modèles de la gamme sera fabriqué en Allemagne par Fiat-NSU : la Bianchina Panoramica D. Un peu plus de 80 000 exemplaires de cette petite voiture ont été construits de 1960 à 1964.
Équipée du moteur bicylindre de la Fiat 500 D de 499,5 cm3 développant 17,5 Ch, elle pesait, comme l'original italien, 530 kg à vide. Elle atteignait une vitesse de 98 km/h.

## Au théâtre et au cinéma
Si les automobiles font souvent de la figuration au cinéma, leur apparition au théâtre est moins courante. Cependant, en 1965, dans l'opérette Monsieur Carnaval, où sont rassemblés les talents de Frédéric Dard (dialogues) de Charles Aznavour (producteur) , de Jean Richard et de Georges Guetary (interprétation) une Bianchina (dans la version décapotable Eden Roc) apparaît à plusieurs reprises sur la scène parisienne du Théâtre du Châtelet. La petite taille et la maniabilité de ce mini cabriolet permettait d'évoluer sur le plateau de scène (qui accueillait parfois aussi des chevaux) et, avec la capote baissée,  les acteurs restaient en pleine vue des spectateurs.
Dans le film Comment voler un million de dollars de William Wyler, sorti en 1966, Nicole Bonnet, jouée par Audrey Hepburn conduit un cabriolet rouge Autobianchi Bianchina.